# Carlos Embalo
Carlos Apna Embalo (Guinea-Bisáu, 25 de noviembre de 1994), más conocido como Embaló, es un futbolista guineano con nacionalidad portuguesa que juega de extremo izquierdo en el Calcio Foggia de la Serie C de Italia. Es internacional por la selección de fútbol de Guinea-Bisáu.

## Trayectoria
Embalo comenzó su carrera en la cantera del GD Chaves con el que llegó a jugar en su equipo sub-19.
En 2013 firma por el Palermo Football Club del que formaría parte en su paso por la serie A y en la serie B, a la vez que sería cedido durante varias temporadas a equipos de la serie B como el Carpi FC 1909, US Lecce, Brescia Calcio y Cosenza Calcio.
En verano de 2019, tras desvincularse del Palermo Football Club, firmó por el KAS Eupen de la Primera División de Bélgica.
El 29 de enero de 2021, firma por la A. D. Alcorcón de la Segunda División de España hasta final de temporada, cedido por el KAS Eupen.

## Selección nacional
En 2018 debutó como internacional absoluto con la selección de fútbol de Guinea-Bisáu, con la que disputó 3 encuentros en la fase de clasificación de la África Cup of Nations.

## Clubes
| Club                    | País     | Año           |
| ----------------------- | -------- | ------------- |
| GD Chaves Sub-19        | Portugal | 2012-2013     |
| Palermo Football Club   | Italia   | 2013-2019     |
| Carpi FC 1909 (cedido)  | Italia   | 2014-2015     |
| US Lecce (cedido)       | Italia   | 2015          |
| Brescia Calcio (cedido) | Italia   | 2015-2018     |
| Cosenza Calcio (cedido) | Italia   | 2019          |
| K.A.S. Eupen            | Bélgica  | 2019-2022     |
| A. D. Alcorcón (cedido) | España   | 2021-2022     |
| Cittadella              | Italia   | 2022-2023     |
| Calcio Foggia           | Italia   | 2023-presente |